# ویچوگا

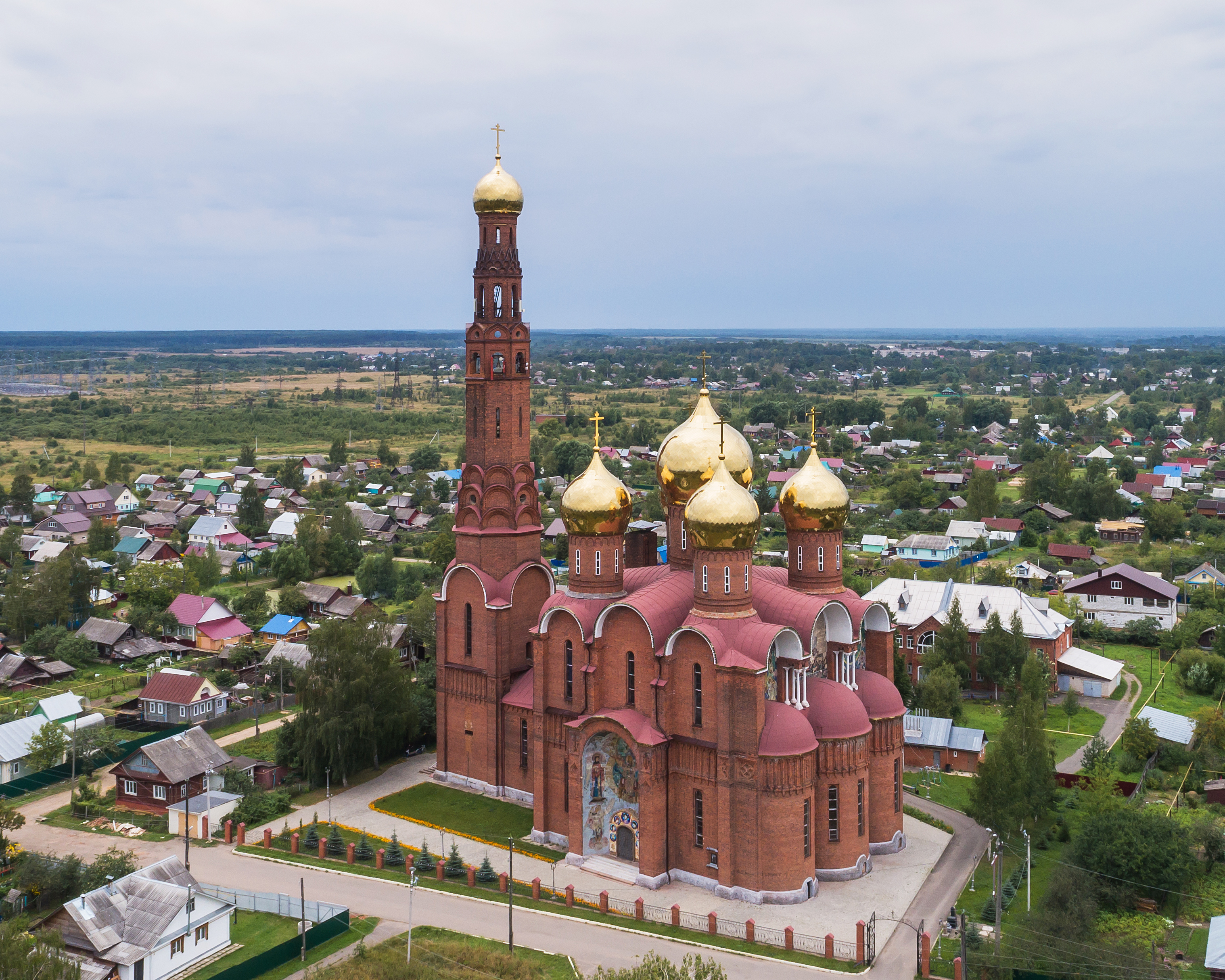
کلیسای سرخ در ویچوگا.

شهر ویچوگا (به روسی: Вичуга) در کشور روسیه و در اوبلاست ایوانوف واقع شده‌است.